# Märta Ljungberg
Marta Liungberg, idag Märta Ljungberg, född den 26 maj 1656, död den 4 oktober 1741, var en svensk gästgivare och donator. Hon drev det viktiga gästgiveriet i Ljungby fram till 1729 och hennes donationer var en viktig del i grundandet av staden Ljungby.

## Biografi
Märta Ljungberg växte upp på Ljungby Gård tillsammans med sina föräldrar och sex syskon. Hon var dotter till frälseinspektoren och gästgivaren Lars Svensson Frimolin och Margareta Larsdotter. 

### Gästgivaren
Efter hennes föräldrars död övertogs värdshuset av hennes bror Abraham Ljungberg (senare Ljungfelt, 1654—1724), som överlät dess drift på henne. Abraham gjorde istället karriär och blev landskamrerare. Under nästkommande fyra år flyttades tingsplatsen från Hamneda och marknadsplatsen från Berga. 1681 gifte hon sig med häradsfogden Lars Tåckenbo. Fyra år senare, 1685, fick Lars tjänst i Stockholm samtidigt som hon fick sitt första barn, sonen Samuel. Åtta år därefter fick Lars istället en tjänst i Halmstad. De fick nu en andra son, men som dock endast levde i åtta dagar.
Det dröjde flera år, ända in på 1700-talet, innan Lars fick en tjänst i Ljungby under Göta Hovrätt. Under tiden studerade Samuel i Lund och blev kaptenlöjtnant. Dock drabbades han av den asiatiska pesten och avled 1710 vid 25 års ålder. Fyra år senare avled även hennes make, Lars, på Angelstads prästgård.
Efter broderns död 1724 krävdes hon på retroaktivt på ett årligt arrende av värdshuset av sina brorsbarn, och sedan hon vägrat att betala detta överlät hon rörelsen på dem 1729, vid 73 års ålder.

## Testamentet
Under hösten 1741 skadade Märta Ljungberg höften då hon föll av en vagn. Hon dog senare den 4 oktober 1741, 85 år gammal, och låg lik i tre månader innan domprost Olof Osander begravde henne. Märta Ljungberg fick sin grav under kyrkgolvet i, den nu rivna, medeltidskyrkan på Gamla Kyrkogården. Under sitt liv hann hon ta över tolv gårdar, däribland Eskilsgården, Södergården, och Klockaregården som nu befinner sig vid och runtom Ljungbys Gamla Torg.
Vid sin död stiftade hon avkastningen av sitt gods till stipendier åt studenter av Smålands nation i Lund och till fattiga i Ljungby, Kånna och Angelstads socknar. Dock blir hennes brorsbarn, Abrahams barn, arvlösa.
1754 brann gästgivaregården ner till grunden, men byggdes upp igen under åren 1818-1820 i sin nuvarande form. När man 1828 diskuterade anläggandet av en stad i Sunnerbo, valdes Ljungby på grund av denna donation, på vars mark staden sedan grundades.

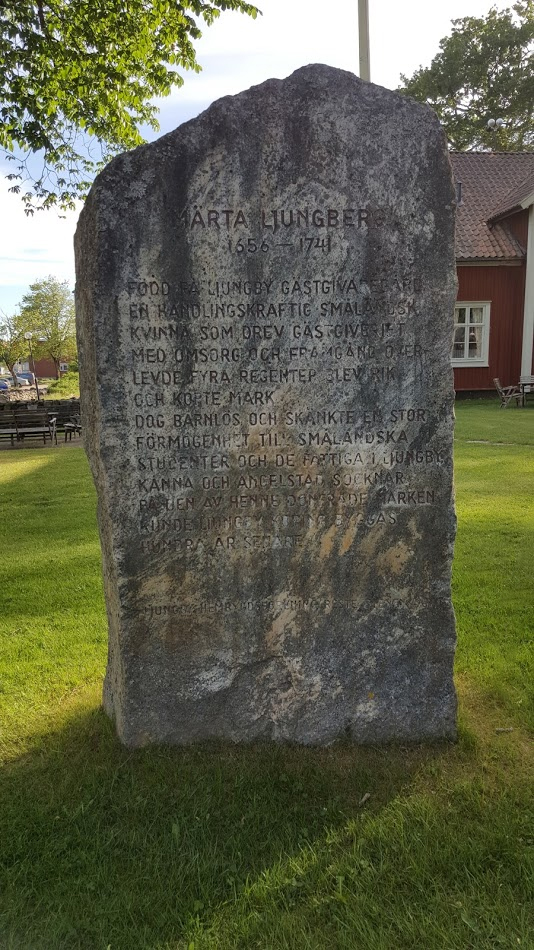
År 1981 restes en minnessten efter Märta Ljungberg.
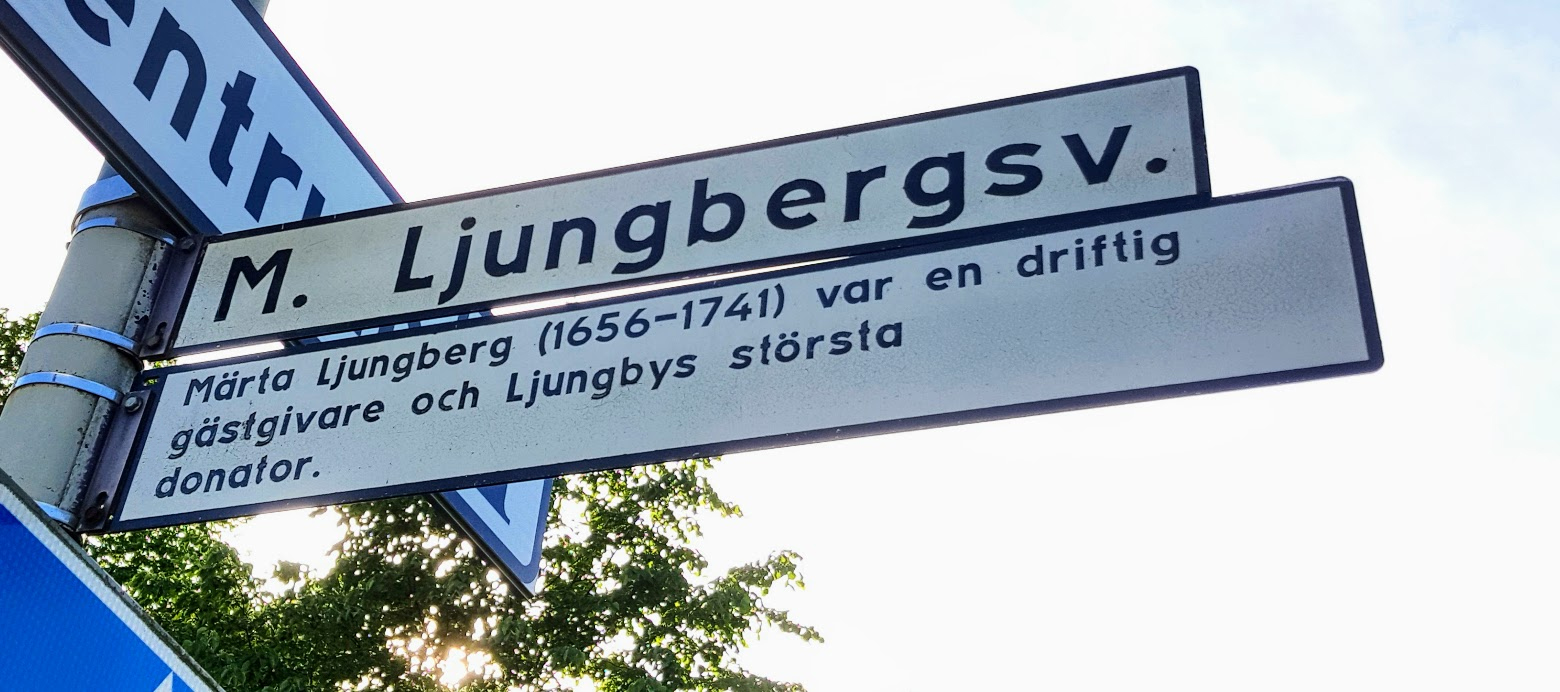
En av Ljungbys största genomfartsleder är döpt efter Märta Ljungberg.
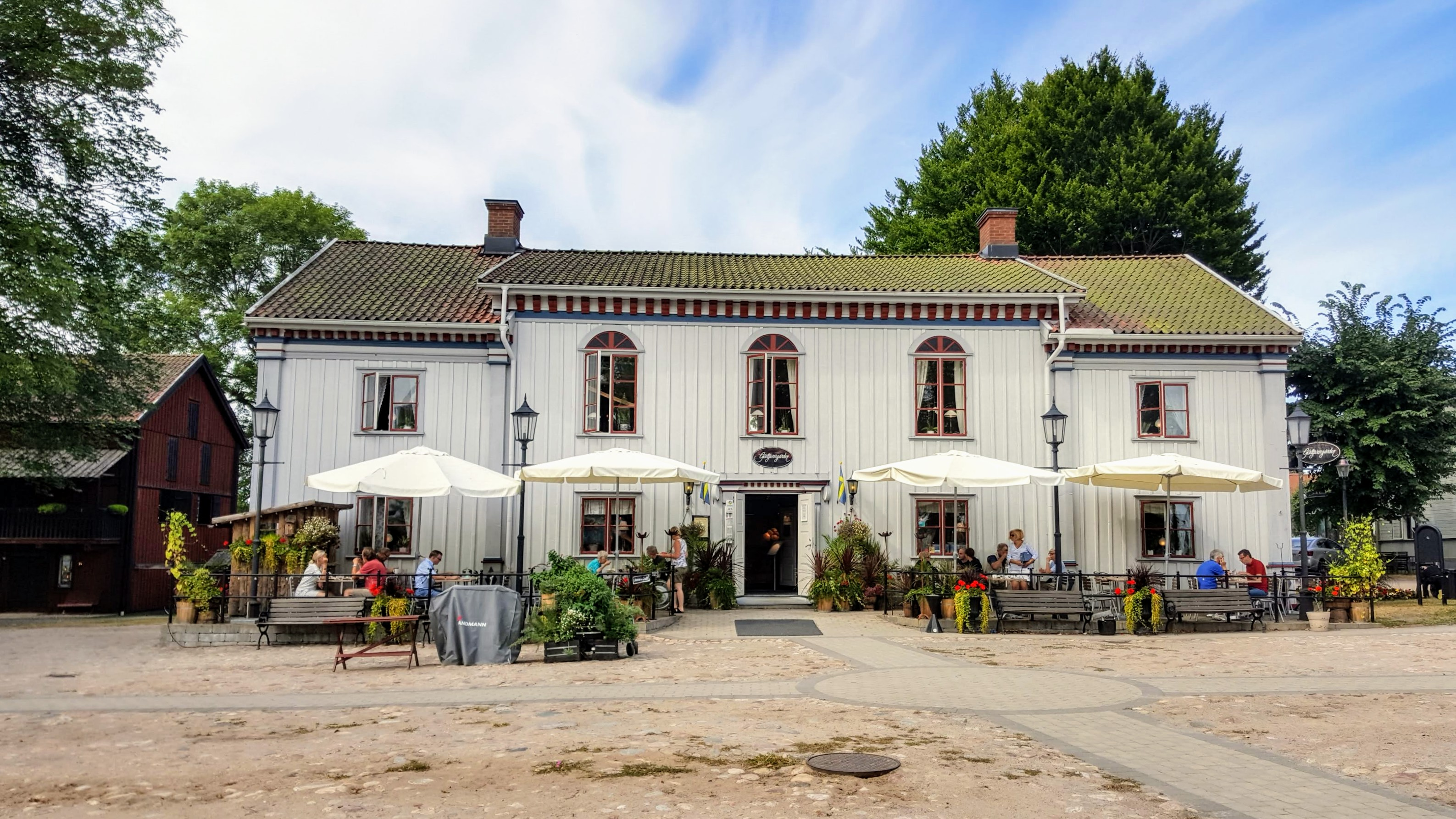
Gästgivaregården i Ljungby som byggdes efter att Märta Ljungbergs gästgiveri brann ner 1754.